# Deykovets
Deykovets (en macédonien Дејковец, en albanais Dejkoci) est un village du nord de la Macédoine du Nord, dans la municipalité de Zelenikovo. Le village comptait 84 habitants en 2002. Il est majoritairement albanais.

## Démographie
Lors du recensement de 2002, le village comptait :
- Albanais : 84